# Ramón Benito Ángeles Fernández
Ramón Benito Ángeles Fernández (Arenoso, La Vega, 17 de marzo de 1949) es un obispo católico dominicano. Fue obispo auxiliar de la arquidiócesis de Santo Domingo desde el 1 de julio de 2017 al 18 de marzo de 2024.

## Biografía

### Formación
Nació en Arenoso, comunidad rural de La Vega, el 17 de marzo de 1949. Es el mayor de once hermanos.
Realizó sus estudios primarios en la Escuela García Godoy de La Vega. A los doce años entró en el pre seminario Padre Fantino de La Vega y más tarde pasó al Seminario Menor San Pío X en Santiago de los Caballeros.
En 1974 obtuvo la Licenciatura en Filosofía en la Pontificia Universidad Católica Madre y Maestra. 
En 1979 concluyó sus estudios teológicos en el Seminario Pontificio Santo Tomás de Aquino, recibiendo el título de Licenciado en Ciencias Religiosas.
Entre 1985 y 1987, estudió en la Academia Pontificia Alfonsiana, donde obtuvo el título de Licenciado en Teología Moral.
Posee también un doctorado en Liderazgo Educacional del Florida SouthWestern State College.

### Sacerdocio
Fue ordenado presbítero el 23 de diciembre de 1978 en la diócesis de La Vega.
Fue  profesor en la facultad de Teología y vicerrector académico del Seminario Pontificio Santo Tomás de Aquino. 
Llevó los movimientos juveniles Escoge, Onda Juvenil Católica y Pandilla de la Amistad a la República Dominicana.
El 1 de octubre de 1996, el papa Juan Pablo II le otorgó el título de Capellán de Su Santidad.
Fue Rector de la Universidad Católica Tecnológica del Cibao así como Secretario General de la Conferencia del Episcopado Dominicano.
En la arquidiócesis de Santo Domingo, ha sido párroco por muchos años de la Parroquia Evangelizadora Mediática San Antonio de Padua. También fue fundador del Centro de Formación Integral Juventud y Familia (CEFIJUFA).

## Episcopado

### Obispo auxiliar de Santo Domingo
El 1 de julio de 2017 el papa Francisco lo nombró obispo auxiliar de Santo Domingo y titular de Febiana.
Al momento de su elección como obispo auxiliar, se desempeñaba como vicario episcopal territorial de Santo Domingo Este y párroco de la parroquia Stella Maris.
El 26 de junio de 2020 fue nombrado rector de la Universidad Católica Santo Domingo.
Le fue aceptada su renunicia al oficio de obispo auxiliar de Santo Domingo el 18 de marzo de 2024, al llegar al límite de edad establecido por el código de derecho canónico. Pasando a obispo auxiliar emérito.